# Webkonferenz

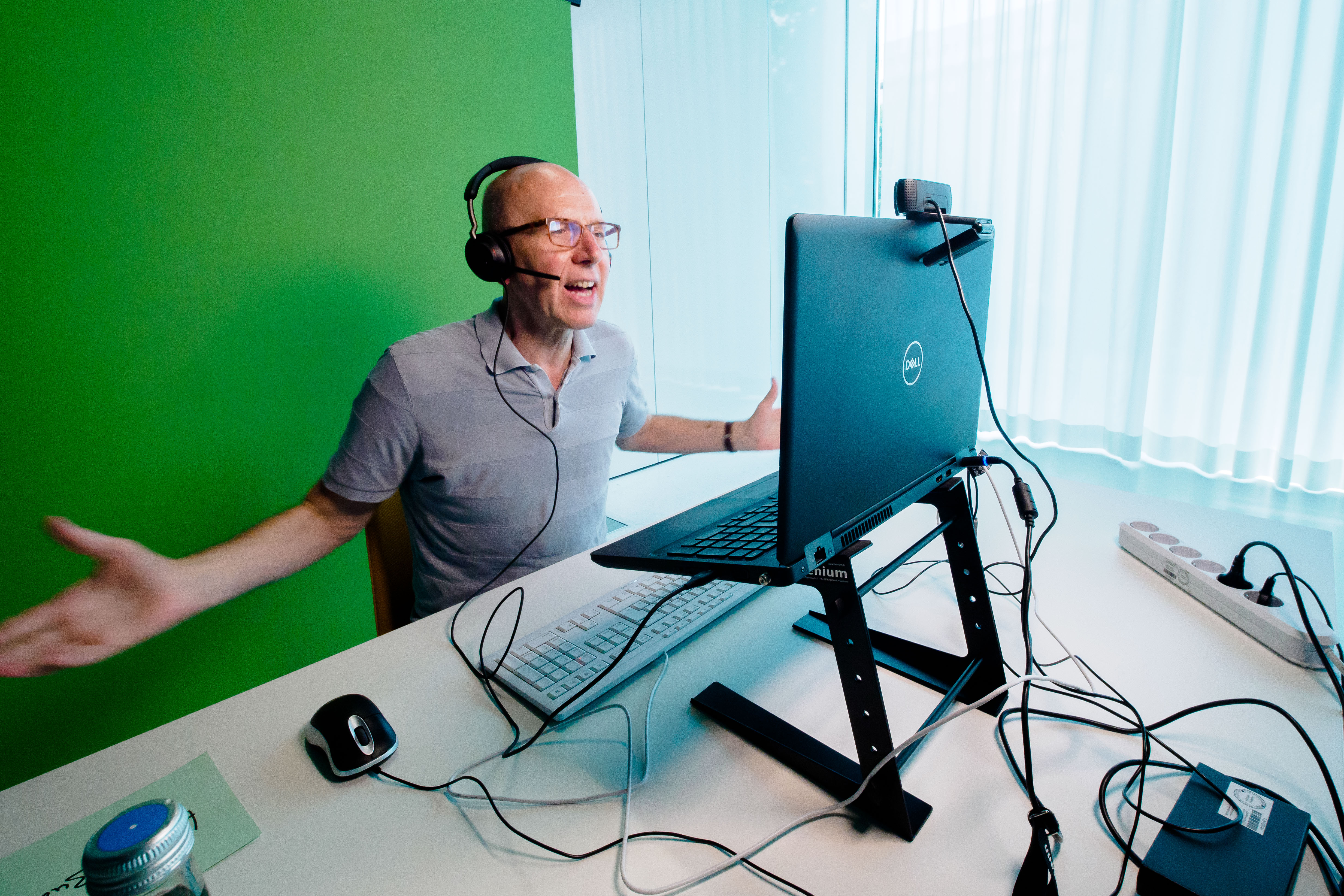
Der Soziologe Heinz Bude bei der Übertragung einer Webkonferenz der Heinrich-Böll-Stiftung (2021)

Unter einer Webkonferenz oder einem Online-Meeting versteht man über das Internet organisierte und durchgeführte „virtuelle“ Treffen zwischen Teilnehmern, die sich real an ganz unterschiedlichen Orten befinden können. An Stelle des realen Konferenztisches tritt bei einer Webkonferenz der Desktop des Sitzungsmoderators.
Alle Teilnehmer können in einem Fenster auf ihrem Bildschirm das Geschehen auf dem Desktop des Moderators verfolgen („Desktop-Sharing“) – beispielsweise das Halten einer Präsentation, die Vorstellung einer Software oder das Editieren eines Textdokuments. Im Laufe der Webkonferenz kann die Rolle des Moderators flexibel zwischen den Teilnehmern (und ihren Desktops) gewechselt werden. Damit folgen sie dem wesentlichen Merkmal von ortsgebundenen Sitzungen, bei denen – im Gegensatz z. B. zu Vorträgen – ein Dialog unter vielen stattfindet („Many-to-many“-Prinzip).
Zur Erhöhung der Interaktivität oder zur Durchführung von Online-Workshops können Webkonferenzen um Elektronische Meetingsysteme (EMS) ergänzt werden. EMS erweitern die Funktionalität einer Webkonferenz um Werkzeuge wie Brainstorming, Abstimmungen und Diskussionen, die in der Regel auch anonym durchgeführt werden können, sowie eine Volltextdokumentation. Sie ermöglichen zudem die asynchrone Vor- und Nachbereitung des Online-Meetings.
Im Gegensatz zur Webkonferenz, bei der mehrere Teilnehmer gemeinsam einen Dialog führen, stellen Webinare die Rolle des Vortragenden in den Vordergrund ("One-to-many"-Prinzip). Webinare werden vorrangig für Online-Schulungen oder andere Situationen, in denen ein Referent vielen Teilnehmern ohne stetige Rückfragemöglichkeit Informationen präsentiert.
Bei Videokonferenzen steht die Übertragung von Live-Video-Streams der Teilnehmenden bzw. der verteilten Konferenzräume im Vordergrund.

## Grundprinzip von Webkonferenzen
Webkonferenzen funktionieren im Wesentlichen nach dem Prinzip: Der Organisator versendet eine Einladung mit einem Hyperlink. Zum Zeitpunkt des Meetings treten alle Teilnehmer der Konferenz mittels des zuvor ausgetauschten Links bei. Optional ist es häufig möglich, die Teilnahme zu moderieren, oft geschieht das mittels eines Zugangscodes, den die Teilnehmer angeben müssen. Alternativ hierzu besteht häufig die Möglichkeit eines Warteraums, der dem eigentlichen virtuellen Konferenzraum vorgeschaltet ist. Der Organisator muss dann die einzelnen Teilnehmer aus dem Warteraum in den Konferenzraum verschieben. Anschließend sehen die Teilnehmer den Bildschirm des Organisators und können auf dessen Gerät gemeinsam Dokumente und Applikationen ansehen. Während des Meetings kann jederzeit auf den Desktop eines anderen Teilnehmers gewechselt werden. Bei den meisten Webkonferenz-Lösungen kann auch die Maus- und Tastaturkontrolle für das Gerät, dessen Desktop alle Teilnehmer sehen, kontrolliert zwischen den Teilnehmern umgeschaltet werden.

## Bereitstellung
Es existieren zwei grundlegende Modelle der Bereitstellung von Software, Software as a Service (SaaS), also die Bereitstellung der Software durch den Hersteller auf dessen Infrastruktur, oder der Betrieb der Anwendung auf eigener Hardware. Aufgrund der hohen Bandbreitenanforderungen von Webkonferenzen sind die meisten Angebote als SaaS-Lösungen gestaltet. Für Unternehmen mit hohen Anforderungen an Informationssicherheit und Datenschutz kommt häufig nur eine Lösung, die auf eigener Hardware betrieben wird, infrage.

## Funktionen
Heutige Webkonferenzsysteme bieten eine Reihe von Funktionen, die die Zusammenarbeit und Durchführung von Meetings effektiver gestalten soll.
- Plattformunabhängigkeit: Web-Meetings für Windows, OS X, Linux, Solaris, BSD-Unix Betriebssysteme. Unterstützung von mobilen Geräten
- Freigabe von Anwendungen
- File-Sharing
- Übertragung von Maus- und Tastaturkontrolle an einzelne oder alle Teilnehmer
- Wechsel der Rolle des Vortragenden (Wechsel auf Darstellung eines anderen PC-Desktops)
- Markierungs- und Zeichenwerkzeuge
- Whiteboard
- Annotation von Dokumenten mit PDF-Export
- PDF-Download von Dokumenten, die auf der Präsentationsbühne gezeigt werden
- Chat: moderierter und unmoderierter Chat
- Video und VoIP-Audio
- Telefonkonferenz-Funktion integriert oder über andere Anbieter (Anrufen von Teilnehmern per Telefon)
- Protokollfunktionen
- Aufzeichnen von Webmeetings, insbesondere „Playback“-Funktion, die es ermöglicht, Trainings aufzuzeichnen und beliebig oft in einem „Live“-Seminar abzuspielen
- Webmeeting-to-Podcast-Funktion, die aufgezeichnete Webmeetings auf iPod und AppleTV speichert und abspielt
- Funktionen für Simultanübersetzer
- Scan-to-Present: Dokumente einscannen und sofort im Web-Meeting präsentieren
- Präsentation von Office-Dokumenten, insbesondere PowerPoint sowie PDF-Dokumenten ohne Screensharing (dies funktioniert nur, wenn der Präsentator die Dokumente beim Serviceanbieter auf den Server hochgeladen hat)
- Zoom-Funktion für Dokumente, Zeichnungen, Bilder und Video. Dokumente werden vektorisiert dargestellt. Dadurch können Dokumente ohne nennenswerte Zeitverzögerung für alle Teilnehmer vergrößert und verkleinert werden. Die Vektorisierung ermöglicht insbesondere die unmittelbare größenunabhängige Darstellung medizinischer Aufnahmen (Röntgenaufnahmen, CT) und CAD-Zeichnungen
- Zeitsynchrone Präsentationen von Videos in Formaten wie Podcasts, Quicktime, MPEG-2/4 oder AVI
- Anpassbare E-Mail-Einladungen, Integration mit diversen E-Mail-Clients zur Versendung von Einladungsmails
- Splitscreen-Video für Many-to-Many-Meetings mit vielen Teilnehmern
- Dial-Out-Telefonkonferenz. „Hinaus telefonieren“, d. h. Telefoniefunktionen für das Anrufen von Teilnehmern aus einem Web-Meeting heraus
- Dial-In-Telefonkonferenz: Anrufen einer Telefonnummer, um per Einwahl an einer gemeinsamen Telefonkonferenz teilzunehmen. Dieses Feature wird von einer Vielzahl von Anbietern unterstützt.

## Sicherheit
Bei den meisten Softwarelösungen und Services für Webkonferenzen wird der Datenaustausch mittels Transport Layer Security (TLS) verschlüsselt. Diese Verschlüsselung findet fast immer nur Anwendung zwischen dem einzelnen Teilnehmern und dem Server, über den die Konferenz bereitgestellt wird. SaaS-Anbieter können daher theoretisch auf die Video- & Tonspur zugreifen. Der Anbieter Zoom Video Communications gibt beispielsweise an, sogenannte Ende-zu-Ende-Verschlüsselung zu verwenden. Das Magazin The Intercept deckte auf, dass Zoom lediglich die Verbindung von den Teilnehmern zu den Firmenservern verschlüsselt. Bei allen SaaS-Anwendungen besteht daher die theoretische Möglichkeit der Anbieter, sich Zugang zu verschaffen. Unter dem Aspekt des Datenschutzes sollten daher die Orte der Datenspeicherung sowie die Eigentumsverhältnisse (insbesondere der Datenschutz unter dem USA Patriot Act) des SaaS-Anbieters betrachtet werden. 

## Lizenzmodelle
Diverse Lizenzmodelle sind für Webkonferenzen gängig.
- kostenlose Webkonferenzen
- Abrechnung je nach Nutzung: per Nutzer, per Konferenz, pro 10 Teilnehmer …
- Abrechnung nach Grundgebühr praktisch ohne Einschränkungen
- Open-Source-Software